# Saint-Roch-des-Aulnaies
| Paroisse de Saint-Roch-des-Aulnaies                              |                               |
| A igreja de Saint-Roch-des-Aulnaies à margem do Rio São Lourenço |                               |
| Coordenadas: 47°19' N 70°11'W                                    |                               |
| Província                                                        | Quebec                        |
| Região administrativa                                            | Chaudière-Appalaches          |
| Incorporado em                                                   | 1 de julho 1855               |
| Prefeito                                                         | Michel Castonguay (2005-2009) |
|                                                                  |                               |
| Área                                                             |                               |
| - Cidade                                                         | 48,3 km², 16,6 mi²            |
| Fuso horário                                                     | UTC -5                        |
| População (2006)                                                 |                               |
| - Cidade                                                         | 1.013                         |
| - Densidade                                                      | 21 hab/km², 61 hab/mi²        |

Saint-Roch-des-Aulnaies é uma freguesias canadense do Regionalidade Municipal de L'Islet, Quebec, localizado na região administrativa de Chaudière-Appalaches. Em sua área de pouco mais de quarenta e oito quilómetros quadrados, habitam cerca de mil pessoas. Recebeu seu nome em homenagem a são Roque de Montpellier e a omnipresença dos Alnus ao longo da linha do rio que atravessa a cidade.
Foi por volta de 1680 que o território de Saint-Roch-des-Aulnaies abriu-se para a colonização com o estabelecimento de algumas famílias no senhorio de Grande-Anse ou de Saint-Roch-des-Aulnaies ou aina de Aulnets, concedido em 1656 a Nicolas Juchereau de Saint-Denis (1627-1692), por Jean de Lauson.
A paróquia de Saint-Roch-des-Aulnaies foi erigida civil e canonicamente em 1722. A Paróquia, atestada pela primeira vez em 1721, foi transformado em município em 1845, abolido em 1847 e restaurado em 1855.